# Viscos
Viscos is een gemeente in het Franse departement Hautes-Pyrénées (regio Occitanie) en telt 44 inwoners (2009). De plaats maakt deel uit van het arrondissement Argelès-Gazost.

## Geografie
De oppervlakte van Viscos bedraagt 6,4 km², de bevolkingsdichtheid is dus 6,9 inwoners per km².

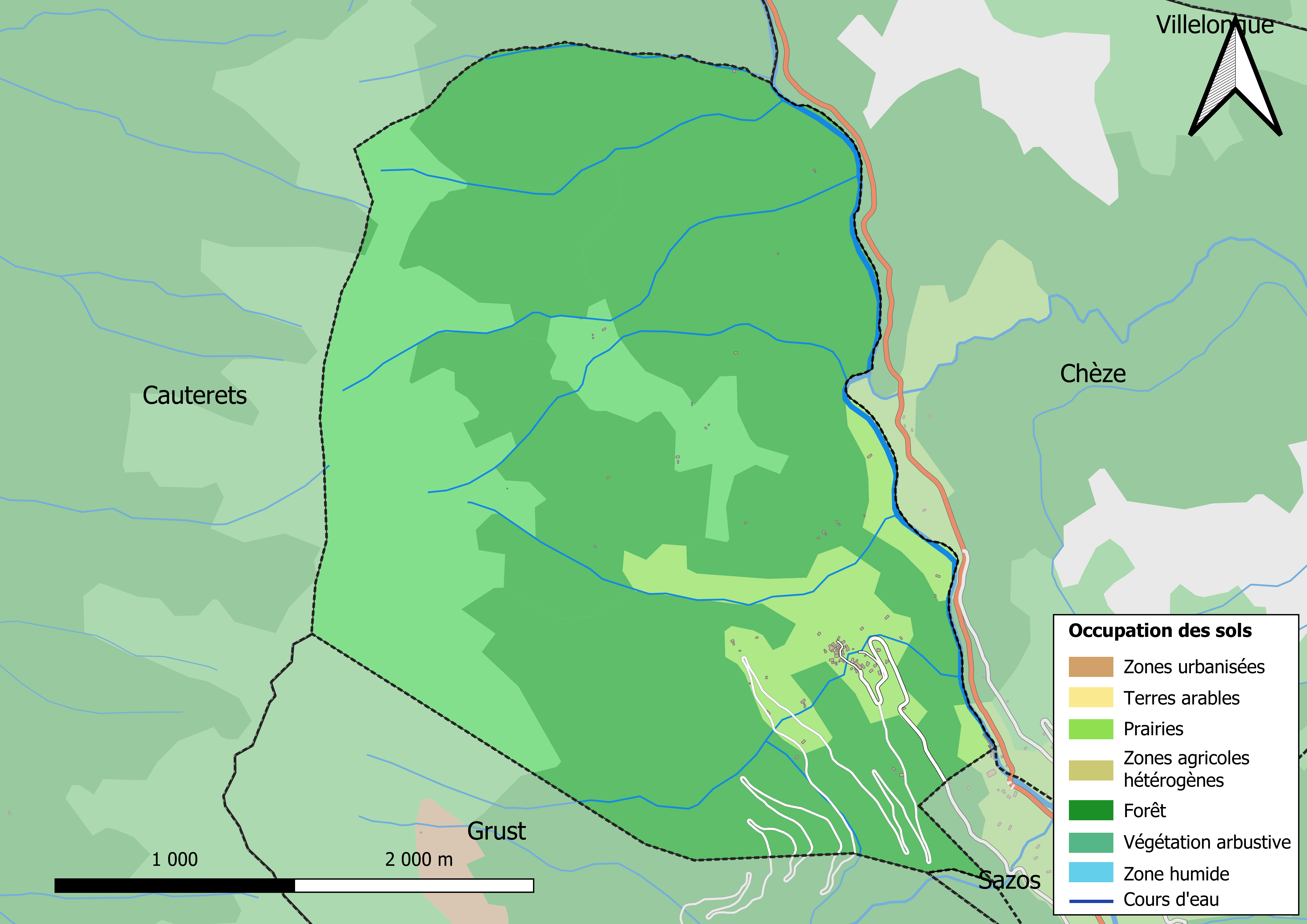
Kaart van de gemeente met belangrijkste infrastructuur, bodemgebruik en omliggende gemeenten

## Weetje
Viscos is het toneel van het boek "De duivel en het meisje" van de schrijver Paulo Coelho. De Engelse titel is The Devil and Miss Prym.

## Demografie
Onderstaande figuur toont het verloop van het inwonertal (bron: INSEE-tellingen).